# Gan HaDarom
Gan HaDarom (hébreu : גַּן הַדָּרוֹם ; litt. « Jardin du Sud ») est un moshav situé dans le conseil régional de Gederot et le district centre, en Israël. Il se trouve sur la plaine côtière israélienne, près de la ville d'Ashdod. Il compte 577 habitants en 2016.

## Historique
Le moshav est fondé en 1953 par des réfugiés juifs venus d'Irak par l'opération Ezra et Néhémie. Gan HaDarom se trouve sur le site de l'ancien village palestinien d'Isdud, dépeuplé en 1948.
Les premiers colons de Gan HaDarom résident d'abord dans un ma'abarah situé dans le village voisin de Gan Yavné. En 1957–58, vingt nouvelles maisons sont construites pour accueillir quinze nouvelles familles venues de Pologne.
La plupart des habitants du moshav travaillent à Ashdod ou à Yavné. Il y a quelques agriculteurs.